# Sunia
Sunia lub Całun – jezioro w Polsce, w województwie warmińsko-mazurskim, w powiecie olsztyńskim, w gminie Świątki.

## Położenie i charakterystyka
Jezioro leży na Pojezierzu Olsztyńskim, natomiast w regionalizacji przyrodniczo-leśnej – w mezoregionie Pojezierza Iławskiego, w dorzeczu Sunia–Łyna–Pregoła. Znajduje się około 30 km w kierunku północno-zachodnim od Olsztyna i 10 km w kierunku zachodnim od Dobrego Miasta. Od strony południowo-wschodniej do jeziora wpada bezimienny ciek, a od strony północno-zachodniej wypływa rzeka o nazwie Sunia, która ma w tym miejscu swój początek. Całkowita powierzchnia zlewni akwenu wynosi 4,42 km², a bezpośrednia 1,39 km². W systemie gospodarki wodnej stanowi jednolitą część wód powierzchniowych „Sunia” o międzynarodowym kodzie PLLW30463.
Zbiornik wodny o rozwiniętej linii brzegowej leży w otoczeniu pastwisk, łąk, nieużytków i pól uprawnych. Brzegi gdzieniegdzie wysokie i strome. Dno równe, łagodne stoki ławicy. Podłoże jest gliniaste.
Zgodnie z typologią abiotyczną zbiornik wodny został pierwotnie sklasyfikowany jako jezioro o wysokiej zawartości wapnia, o dużym wypływie zlewni, niestratyfikowane, leżące na obszarze Nizin Wschodniobałtycko-Białoruskich (6b). Następnie uznano, że wpływ zlewni, wyrażony jako współczynnik Schindlera, jest mały, co zmieniło typ na 5b. Mimo formalnego uznania za jezioro polimiktyczne, czyli niestratyfikowane, to latem jego woda może wykazywać pewną stratyfikację.
Jezioro leży na terenie obwodu rybackiego jeziora Sunia w zlewni rzeki Łyna – nr 44.
Przed 1950 jezioro nosiło niemiecką nazwę: Zaun See.

## Morfometria
Misa jeziora ma kształt wydłużony, zakrzywiający się od północy do południowego wschodu. Brzegi są miejscami strome, a dno mało urozmaicone.
Według danych Instytutu Rybactwa Śródlądowego powierzchnia zwierciadła wody jeziora wynosi 111,6 ha. Średnia głębokość zbiornika wodnego to 4,0 m, a maksymalna – 8,4 m. Lustro wody znajduje się na wysokości 116,0 m n.p.m. Objętość jeziora wynosi 4428,0 tys. m³. Maksymalna długość jeziora to 2120 m, a szerokość 630 m. Długość linii brzegowej wynosi 6000 m. Niektóre źródła podają głębokość maksymalną 8,8 m. Głęboczek znajduje się w północnej części jeziora.
Inne dane uzyskano natomiast poprzez planimetrię jeziora na mapach w skali 1:50 000 według Państwowego Układu Współrzędnych 1965, zgodnie z poziomem odniesienia Kronsztadt. Otrzymana w ten sposób powierzchnia zbiornika wodnego to 115,0 ha, a wysokość bezwzględna lustra wody – 108,9 m n.p.m.

## Jakość wód
Według badań Inspekcji Ochrony Środowiska większość parametrów jeziora jest w pierwszej lub drugiej klasie jakości. W 2010 roku oceniono, że jest w dobrym stanie ekologicznym. Stan chemiczny wód jeziora oceniono jako dobry. W 2016 roku, mimo że większość parametrów nadal wskazywała stan dobry lub bardzo dobry, to stan fitoplanktonu zaważył na ostatecznej ocenie w klasie IV (słaby stan ekologiczny), natomiast stan chemiczny pozostał dobry.
Samo jezioro nie jest odbiornikiem ścieków. Przed rokiem 1993 na polach wokół jeziora wylewano gnojowicę z chlewni w Knopinie. W planie gospodarowania wodami na obszarze dorzecza z 2016 roku, przyjęto, że wokół jeziora należy ustanowić obszar ochronny w celu uzyskania dobrego stan ekologicznego do roku 2027.

## Przyroda
W skład pogłowia występujących ryb wchodzą m.in. szczupak, sandacz, okoń i węgorz. Jeziorowy Indeks Rybny LFI+ oparty na danych rybackich z lat 1991–2009 wskazuje dobry stan ekologiczny wód.
Roślinność przybrzeżna rozwinięta, porastająca całą linię brzegową, zwłaszcza w południowo-wschodniej części zbiornika. Strefa ta zajmuje 16% powierzchni jeziora. W połowie tworzy ją trzcinowisko, a w mniejszym stopniu zbiorowiska takie jak szuwar skrzypowy i szuwar jeżogłówki gałęzistej. Poza tym występują niewielkie płaty szuwarów, których dominantem jest manna mielec, oczeret jeziorny, pałka szerokolistna i łączeń baldaszkowy. Wśród elodeidów dominuje rogatek sztywny, a w mniejszym stopniu wywłócznik kłosowy i rdestnica wydłużona. Mniejsze płaty tworzą rdestnica przeszyta, jaskier krążkolistny i zdrojek pospolity. Wśród zbiorowisk nymfeidów dominuje zespół Nupharo-Nymphaeetum albae, zwłaszcza podzespół z grążelem żółtym. Zbiorowiska Polygonetum natantis, Potametum natantis i Hydrocharitetum morsus-ranae tworzą małe płaty. Oparty na stanie roślin wodnych Makrofitowy Indeks Stanu Ekologicznego w 2010 i 2016 wskazuje dobry stan ekologiczny.
Fitoplankton jeziora jest zróżnicowany gatunkowo. W roku 2010 osiągał niewielką biomasę i zgodnie z modelem sezonowej sukcesji planktonu wiosną dominowały w nim okrzemki z domieszką złotowiciowców i kryptomonad, a latem z domieszką bruzdnic. Latem biomasa spadła, a w składzie dominowały sinice. W takich warunkach Indeks Fitoplanktonowy dla Polskich Jezior wskazywał dobry stan ekologiczny. Tymczasem w roku 2016 ten sam indeks wskazywał stan słaby.
Multimetryczny wskaźnik okrzemkowy dla jezior w roku 2010 i 2016 wskazywał na bardzo dobry stan okrzemek fitobentosowych.